# ビーフ・ウェリントン
ビーフ・ウェリントン（英語: Beef Wellington)、あるいは牛肉のウェリントン風はパテなどで牛肉を覆い、その上からパイ生地で包んで焼いた料理。イギリスのクラシック・ディッシュの一つ。

## 作り方

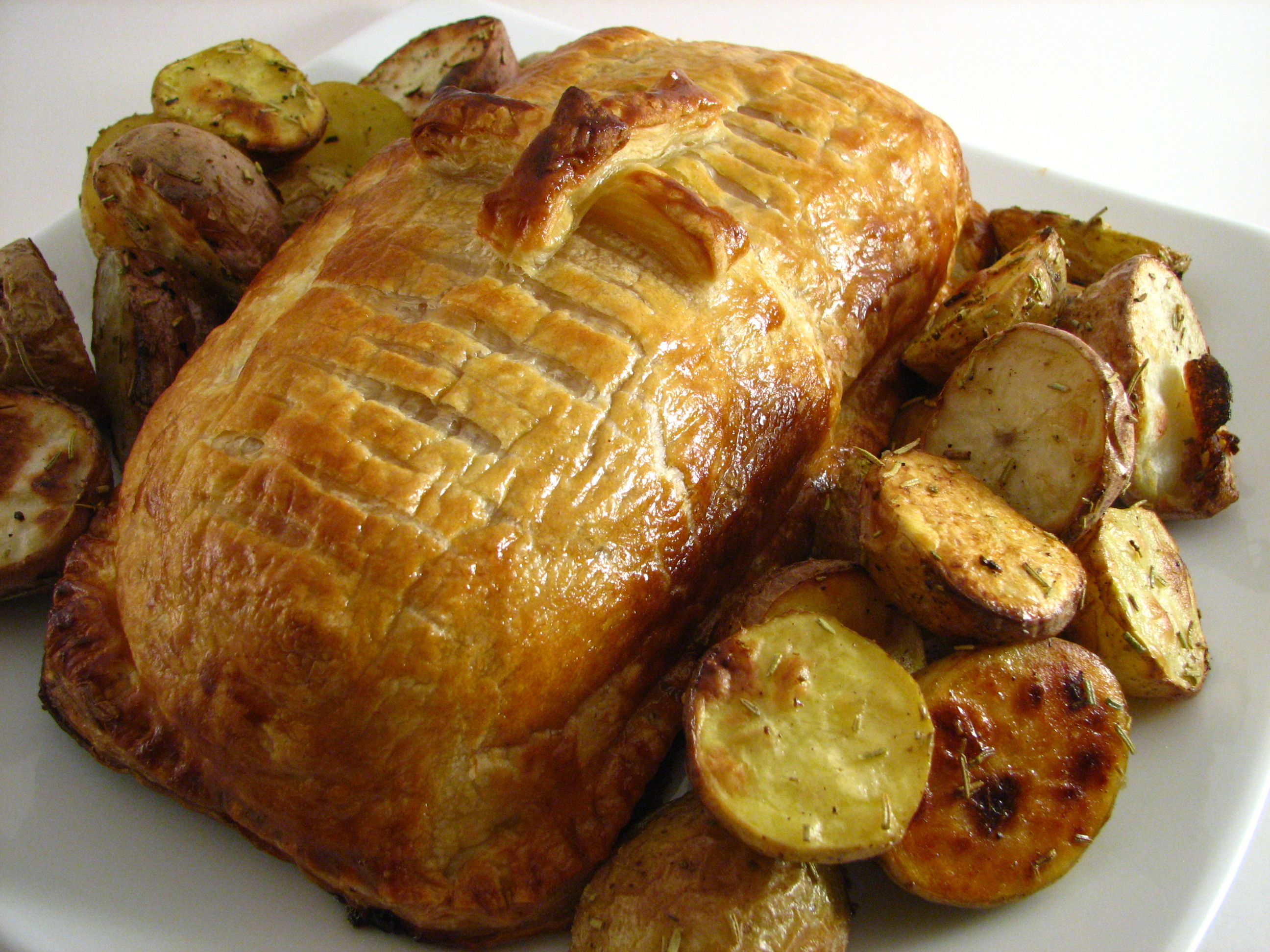
カットする前のビーフ・ウェリントン

フィレステーキ用の牛肉を、フォアグラなどのパテと、キノコ、玉ねぎ、エシャロットなどを細かく刻んでバターなどで炒めたデュクセルで覆う。さらにその上からパイ生地で包んでオーブンで焼く。水気を保つためにデュクセルで覆った肉をクレープで包み、パイ生地が水っぽくならないようにするレシピもある。
テンダーロインをまるごと包んで焼き、それからスライスして出すこともあれば、包んで焼く前にあらかじめ一人分の分量になるようスライスしておくこともある。風味を強めるため、オールスパイスやショウガなどのスパイスを多数加えることもある。

## 名称

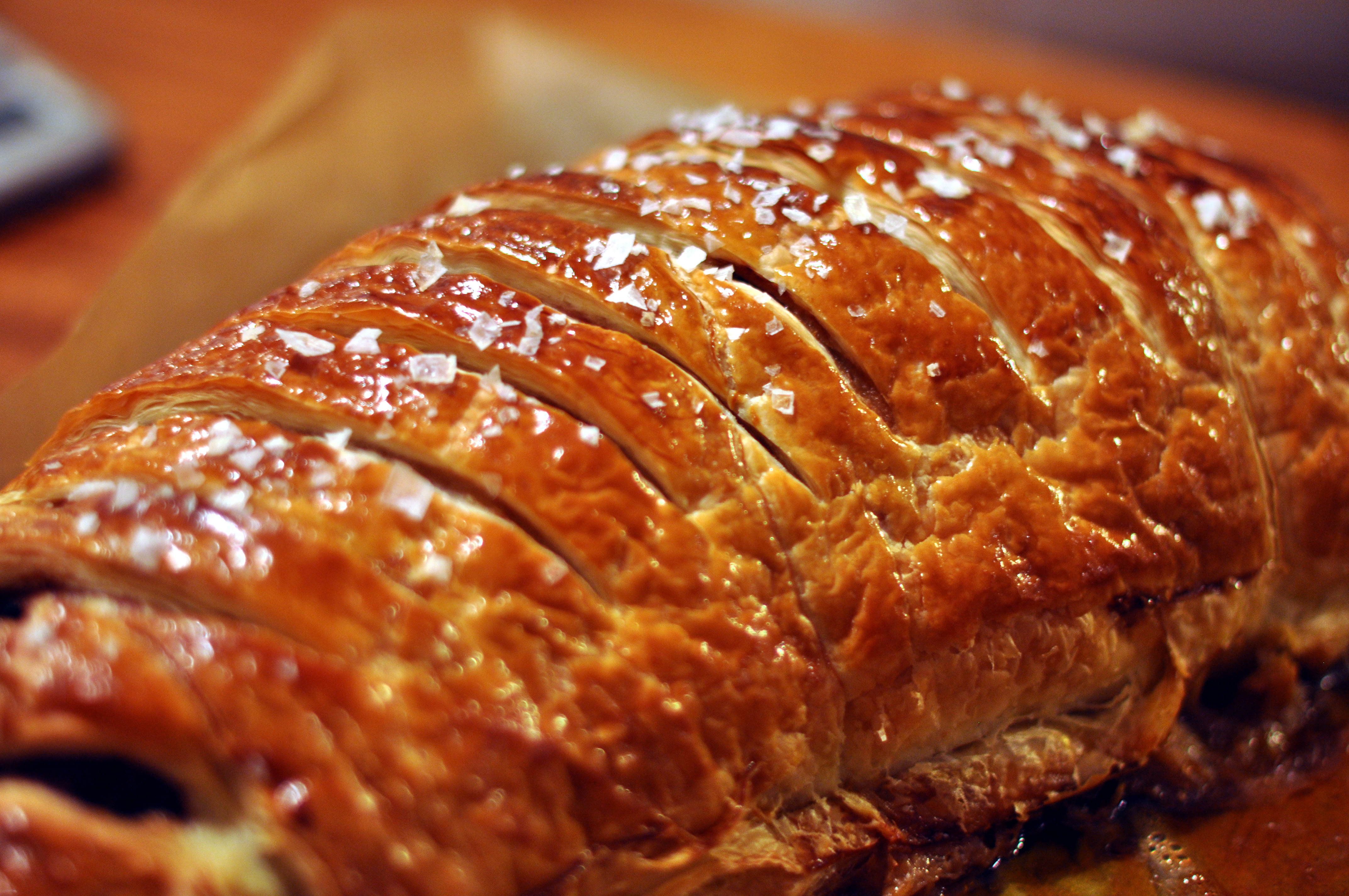
焼いたビーフ・ウェリントン

初代ウェリントン公爵アーサー・ウェルズリーが料理の由来になっているといわれている。しかし、名称の起源は定かではなく、初代ウェリントン公爵アーサー・ウェルズリーとのはっきりしたつながりは認められていない。
リア・ハイスロップは『テレグラフ』に寄稿した文章で、パイ生地に入れて焼いた肉はウェリントンが有名になる前に既にイギリス料理としてよく作られる品となっていたと述べ、フランス料理のフィレ・ド・ブーフ・アン・クルート(filet de bœuf en croûte、「パイ生地に入った牛肉」)との類似から、「ビーフ・ウェリントン」という名称が「大陸風の流行っていた料理を時宜に合わせて愛国的に改名した」結果なのではないかと考察している。しかしながらハイスロップは、この料理には19世紀の時点でレシピがないということにも注意を促している。1903年の『ロサンゼルス・タイムズ』に「ウェリントン風牛のヒレ肉」("fillet of beef, a la Wellington")への言及があるが、オックスフォード英語辞典は料理名の初出として1939年にニューヨークで出た料理ガイドにある「テンダーロインのビーフ・ウェリントン」("Tenderloin of Beef Wellington")をひいており、これは調理後に冷やしてパイ生地で巻く料理であったようである。
クラリッサ・ディケンズ・ライトは「この料理は輝かしい英雄ウェリントン公爵とは無関係である。ニュージーランドのウェリントンで市民が催していた歓迎会で発明された料理だったが、どんな集まりにとっても輝かしい一品である」と述べている。

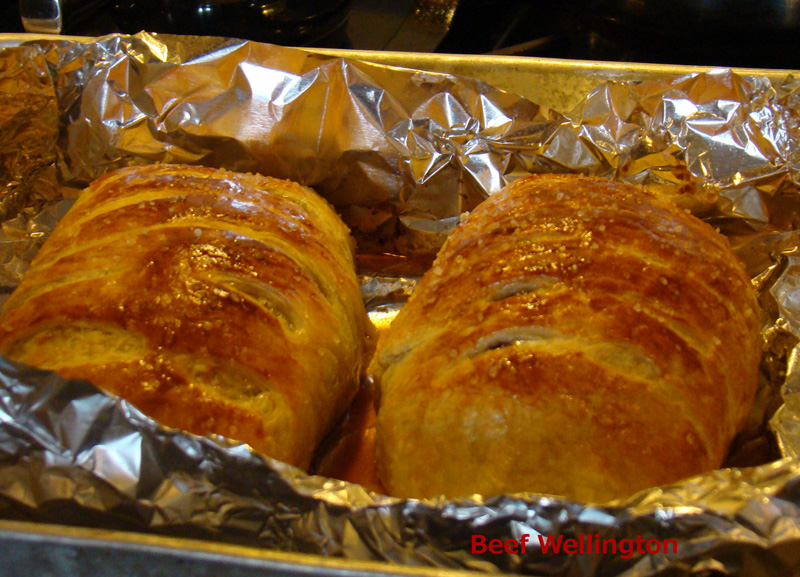
アルミホイルの上のビーフ・ウェリントン

## 派生料理
肉をパイ生地に包んで焼いたビーフ・ウェリントンにならい、メインの具材をパイ生地で包んで焼いた料理に「ウェリントン」という名称を用いることがある。ソーセージをパイ生地に包むソーセージ・ウェリントン、サケをパイ生地に包むサーモン・ウェリントン、ラム肉をパイ生地に包むラム・ウェリントン、またヴェジタリアン向けにきのこを包むヴェジタリアン・マッシュルーム・ウェリントン、同じくヴェジタリアン向けにカボチャを用いたウェリントンなどがある。

## 大衆文化におけるビーフ・ウェリントン
ビーフ・ウェリントンやラム・ウェリントンはシェフのゴードン・ラムジーがホストをつとめるアメリカのリアリティ番組『ヘルズ・キッチン〜地獄の厨房』でよくコースのメイン料理として登場する。見栄え良く盛り付けするには焼いてから注意深くカットせねばならない上、ステーキなどと違い肉の焼き上がり具合が把握できないため、ショーの中ではすぐめちゃくちゃになってしまう料理のひとつとなっている。
イギリスではクリスマスの時期に好んで食される。